# Centralna tehniška knjižnica Univerze v Ljubljani
Centralna tehniška knjižnica Univerze v Ljubljani (kratica CTK) je visokošolska knjižnica, ki deluje v sklopu Univerze v Ljubljani. Nahaja se na Trgu republike 3. Zagotavlja knjižnične vire in storitve za področje tehnike in naravoslovja za potrebe Univerze v Ljubljani, kot javna knjižnica je odprta vsem uporabnikom. CTK zagotavlja tudi tehnično, organizacijsko in v veliki meri tudi vsebinsko podporo delovanju Digitalne knjižnice Univerze v Ljubljani. 

## Zgodovina
Knjižnica je bila ustanovljena novembra leta 1949 pri tedanji Tehniški visoki šoli v Ljubljani kot javna specialna knjižnica. Čas ustanovitve CTK je bil čas LR Slovenije, ki je bila vključena v FLR Jugoslavijo, ki je po 2. sv. vojni doživljala razcvet gospodarstva. Poslanstvo knjižnice je bilo prav podpora gospodarstvu. V 50-ih letih je pričela z izdajanjem seznamov tujih tehniških revij, knjižnični fond je začela urejevati po UDK klasifikaciji ter začela je izgrajevati listkovni centralni katalog serijskih publikacij in monografij za vse knjižnice tehniških fakultet Univerze v Ljubljani. V sedemdesetih letih se je CTK vključil v IFLA združenje ter navezal stike s svetovno znanim izposojevalnim centrom National Lending Library for Science and Technology v Angliji s sedanjim nazivom: The British Library, Document Supply Centre. Leta 1974 je knjižnica dobila formalno vlogo centra za zbiranje, obdelavo in dajanje informacij o specialnih knjižnicah in INDOK službah v Sloveniji, tako za interesente doma kot enake centre v drugih republikah bivše Jugoslavije. Tako je dobil CTK vlogo referalnega centra za področje tehnike in prirodoslovnih ved. Sledil je nakup mednarodne podatkovne zbirke na magnetnem traku COMPENDEX, Engineering.  Knjižnica je prva v tedanji skupni državi Jugoslaviji uvedla sodobne metode informiranja t. i. SDI profil. Leta 1984 se je CTK združil z Univerzo Edvarda Kardelja v Ljubljani. Sledila je navezava stika z informacijskim centrom v Stuttgartu (Raum und Bau) ter dogovor za online vstop v angleško bazo PICA (Property Information Service Agency). Konec osemdesetih let se je začela izgradnja PIS (Poslovni informacijski sistem). Sledila je avtomatizacija poslovanja. Na koncu osemdesetih let je CTK začel sodelovati v vzajemnem sistemu COBISS. Postal je eden največjih in najvplivnejših članov tega računalniško podprtega knjižničnega informacijskega sistema v Sloveniji. Leta 1993 je bila knjižnica na podlagi novega Zakona o visokem šolstvu izločena iz univerze. Leta 2003 pa so bile ustanoviteljske pravice prenesene na Republiko Slovenjo in takrat je s pogodbo postala pridružena članica Univerze v Ljubljani. 
Knjižnico so vodili: 
- Štefan Tausig od leta 1950 do leta 1951
- Milan Mole od leta 1951 so leta 1953
- Kajetan Kavčič od leta 1953 do leta 1966
- Peter Keršič od leta 1966 do leta 1969
- Mara Šlajpah od leta 1970 do leta 1982
- Nada Čučnik Majcen od leta 1982 do leta 1990
- Matjaž Žaucer od leta 1991 do leta 2009
- Miro Pušnik od leta 2009 -

Kot vršilke dolžnosti ravnatelja so knjižnico vodile tudi prof. Slavica Ludvik, Sonja Tovornik in Cveta Kovačič.  

## Dejavnosti / Storitve
- CTK opravlja dejavnost klasične knjižnice in informacijskega centra: na oddelku za izposojo je uporabnikom mlajše gradivo s področja naravoslovja in tehnike na voljo v prostem dostopu, starejše si lahko naročijo iz skladišča.

Poizvedbe in pomoč pri iskanju strokovnih informacij: informacijski specialisti na področjih gradbeništva, arhitekture, elektrotehnike, strojništva in kemije uporabnikom nudijo informacijsko svetovalne storitve, tematske poizvedbe, periodične tematske poizvedbe (SDI), signalne informacije…
- Podatkovne zbirke: to so pretežno bibliografske pa tudi kartografske (imeniki, katalogi itd.). Nekatere knjižnica izgrajuje sama druge pa kupi.
- Standardoteka: CTK nudi uporabnikom možnost iskanja bibliografskih podatkov o standardih in tehničnih predpisih po katalogu standardov, prosti dostop do standardizacijske dokumentacije, retrospektivne poizvedbe, SDI periodične tematske poizvedbe, splošne informacije.

Oddaljen dostop do elektronskih virov.
- Medknjižnična izposoja in posredovanje dokumentov: dokumente lahko uporabniki naročijo neposredno iz kataloga, preko spletnega obrazca, po elektronski pošti, osebno v knjižnici ali po faksu. Naročeno gradivo lahko dvignejo osebno ali dobijo po pošti.
- Eduroam: varna brezžična internet povezava v prostorih knjižnice.
- PATLIB: omogočen je dostop do slovenskih, evropskih in mednarodnih patentov na CD-ROM-ih in DVD-jih. Omogočeno je samostojno iskanje podatkov o patentih na spletnih straneh Esp@cenet.
- Znanstvene revije: na voljo je preko 800 naslovov revij s strokovnih področij naravoslovja in tehnike.

- Vodenje konzorcijev: CTK vodi 7 konzorcijev na nabavo znanstvene literature v elektronski obliki. To so: ScienceDirect, Springer Link, American Chemical Society, IEEE, Wiley Interscience, JSTOR in ACS.
- Digitalna knjižnica: upravljanje portala Digitalna knjižnica Univerze v Ljubljani (DiKUL). Omogoča dostop do večine informacijskih virov Univerze v Ljubljani.
- Informacijske storitve na področju odprte znanosti: Odprta knjižnica, repozitorij DiRROS.
- Izobraževanje: organiziranje tečajev informacijskega opismenjevanja

## Nagrade
Leta 2000 je bila knjižnica odlikovana s častnim znakom svobode Republike Slovenije za svoj prispevek k razvoju knjižnične in informacijske dejavnosti, posebej za svojo zaslužno vlogo pri uresničevanju univerzitetnega študija in raziskovalnega dela.